# Progradungula otwayensis
Progradungula otwayensis är en spindelart som beskrevs av Milledge 1997. Progradungula otwayensis ingår i släktet Progradungula och familjen Gradungulidae.
Artens utbredningsområde är Victoria, Australien. Inga underarter finns listade i Catalogue of Life.